# Samarinda
Samarinda – miasto w Indonezji na wyspie Borneo nad rzeką Mahakam, stolica prowincji Borneo Wschodnie, współrzędne geograficzne 0°29′S 117°10′E/-0,483333 117,166667, 579 933 mieszkańców (II 2004).
Ważny węzeł komunikacji lądowej (tędy przebiega ważna autostrada północ-południe), wodnej (port rzeczny dostępny dla statków morskich) i lotniczej (port lotniczy Temindung). Przemysł drzewny, włókienniczy; w pobliżu uprawa kauczukowca i wydobycie ropy naftowej. W mieście znajduje się uniwersytet (Universitas Mulawarman zał. 1962).

## Historia
Osada założona w 1668 roku przez przybyłych z południowego Celebes członków plemienia Bugi; stopniowo nabierała znaczenia jako ośrodek handlowy, szczególnie drewnem. W 1846 roku miastem zawładnęli Holendrzy. Intensywny rozwój po 1959 roku, kiedy prezydent Sukarno wydał dekret, zabraniający cudzoziemcom zamieszkania i działalności poza granicami miast, co spowodowało ich migrację do miast.

## Miasta partnerskie
- Kota Kinabalu, Malezja
- Mobile, Stany Zjednoczone
- Semarang, Indonezja
- Makasar, Indonezja